# Videoredigeringssoftware
Videoredigeringssoftware er applikationssoftware som håndterer handles redigering af digitale videosekvenser på en computer. Videoredigeringssoftware inkluderer normalt muligheden for at importere og eksportere video, sektions klippe/klistring af videoklip og har typisk special effects og overgange. Nogle videoredigeringssoftware har mulighed for at kode videoen med henblik på at dannelse af en DVD, Web video, mobiltelefon video eller video podcast. Videoredigeringssoftware har sædvanligvis også mulighed for begrænset redigering af digital lydklip som skal isættes videoen, eller i det mindste mulighed for at synkronisere lyden med videoen.
Media100, Lightworks, Sony Vegas, Avid, Adobe Premiere, Ulead VideoStudio, Cinelerra (gratis, understøtter renderfarm og open source) og Apple's Final Cut Pro er pioner videoredigeringssoftware og de har stor indflydelse på hvordan film og TV-programmer bliver redigeret. Nogle af systemerne anvender dedikeret hardware til videoprocesseringen.
Der findes adskillige andre softwareprogrammer der kan klassificeres i denne kategori – f.eks. Microsoft's Windows Movie Maker, iMovie, NERO 7 Ultra, GEAR Software's GEAR Video, Pinnacle Systems' MediaSuite, muvee Technologies' muveeNow og autoProducer, og Sherif.